# Stephen Daldry

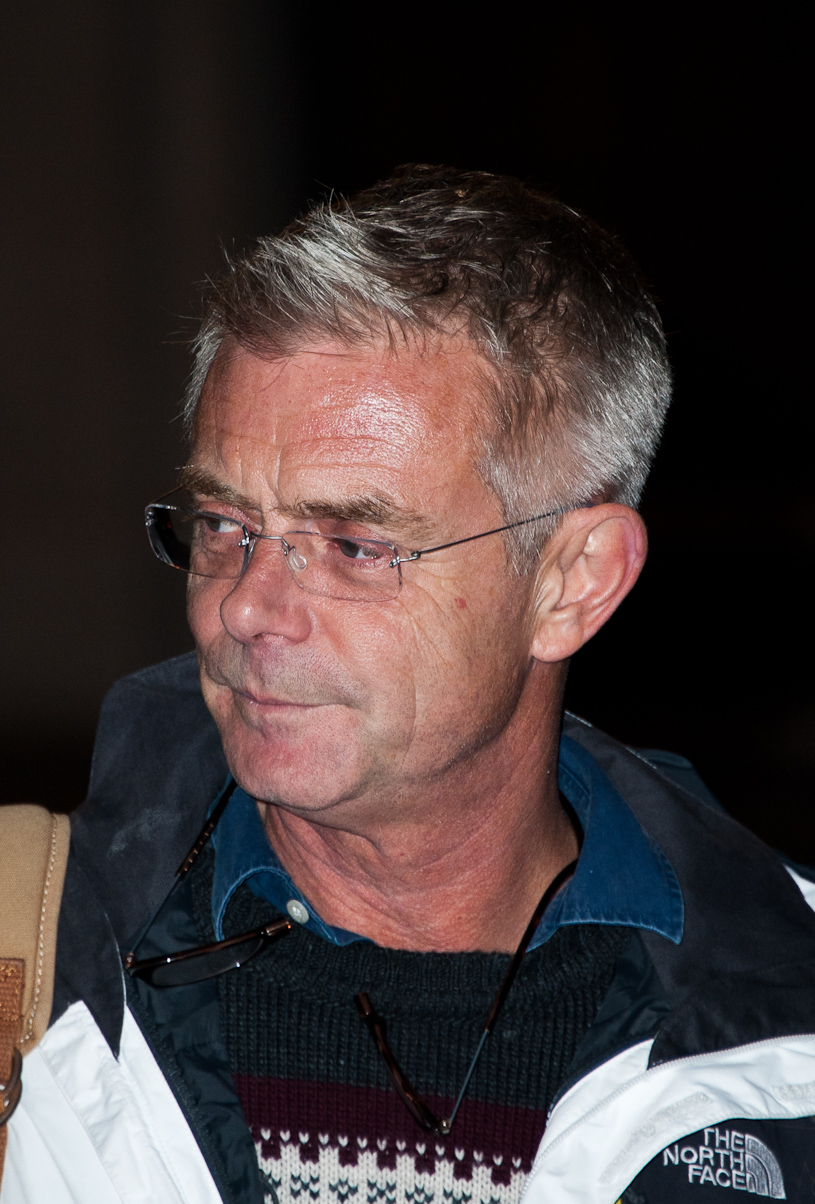
Stephen Daldry (2013)

Stephen Daldry, CBE (* 2. Mai 1961 in Dorset, England) ist ein britischer Theater- und Filmregisseur.

## Leben
Stephen Daldry, Sohn der Sängerin Cerry Thompson und des Bankmanagers Patrick Daldry, begann schon in jungen Jahren sich dem Jugendtheater in Taunton anzuschließen und absolvierte nach einem Englischstudium an der Universität Sheffield bei dem Italiener Elder Milletti eine Ausbildung zum Zirkusclown. Von 1985 bis 1988 gehörte er dem Sheffielder Crucible Theatre an, wurde aber erst nach seinem Wechsel zum Londoner The Gate Theatre, mit der Inszenierung von Damned for Despair (1991) als Theaterregisseur bekannt. Von 1992 bis 1999 wirkte Daldry als künstlerischer Leiter der English Stage Company am Royal Court Theatre, das er abreißen und neu aufbauen ließ. Einer seiner größten Erfolge markiert die Regie an John Boynton Priestleys An Inspector Calls (1992), für die er mit allen wichtigen britischen Theaterpreisen wie dem Laurence Olivier Theatre Award, dem London Evening Standard Theatre Award oder dem London Critics’ Circle Theatre Award bedacht wurde. Die Produktion des Londoner National Theatres wurde 1994 an den New Yorker Broadway verlegt und brachte Daldry den renommierten Tony Award als bester Theaterregisseur, sowie den Drama Desk Award in selbiger Kategorie ein. Weitere Engagements für Machinal (1994) mit Fiona Shaw, das ihm 1994 erneut den Laurence Olivier Theatre Award einbrachte, und Rat in the Skull (1995) mit Tony Doyle und Rufus Sewell führten ihn an das Londoner Royal Court Theatre.
Parallel zu seiner erfolgreichen Theaterkarriere unterschrieb Daldry 1997 einen Dreijahresvertrag mit der Filmproduktionsfirma Working Title Films. Nach dem Kurzfilm Eight (1998), über das Leben eines achtjährigen Fußballfans, gab er zwei Jahre später seinen Einstand als Spielfilmregisseur mit dem 1980er-Jahre-Drama Billy Elliot – I Will Dance (2000). Die Verfilmung eines Drehbuchs von Lee Hall über einen Jungen (gespielt von Jamie Bell) aus einer nordenglischen Arbeiterfamilie, der das Ballett für sich entdeckt, war internationaler Erfolg bei Kritikern und Publikum beschieden. Billy Elliot wurde mit dem wichtigsten britischen Filmpreis BAFTA Award als beste britische Produktion des Jahres ausgezeichnet, brachte ihm die unter anderem die Regiepreise der Londoner Filmkritikervereinigung, des Sindacato Nazionale Giornalisti Cinematografici Italiani, den British Independent Film Award und eine Oscar-Nominierung ein.
Nach der Broadway-Inszenierung von Via Dolorosa (1999), die ihn mit dem britischen Dramatiker und Drehbuchautor David Hare bekannt machte, wurde Daldry von Hollywooder Filmstudio Miramax mit der Regie bei The Hours – Von Ewigkeit zu Ewigkeit mit Nicole Kidman, Julianne Moore und Meryl Streep in den Hauptrollen betraut. Mit seinem zweiten Spielfilm basierend auf einem Skript von Hare nach der gleichnamigen Romanvorlage von Pulitzer-Preisträger Michael Cunningham, war dem Briten ebenso großer Erfolg wie bei seinem Spielfilmdebüt beschieden. Das schwermütige Frauendrama gewann den Golden Globe Award als bestes Filmdrama und brachte seiner Hauptdarstellerin Nicole Kidman in der Rolle der Virginia Woolf den Oscar ein. Daldry erhielt erneut Nominierungen als bester Regisseur für den BAFTA Award und Golden Globe und hatte bei der Oscarverleihung 2003 gegenüber Roman Polański (Der Pianist) das Nachsehen.
2008 folgte die Verfilmung von Bernhard Schlinks Bestseller Der Vorleser mit David Kross und Kate Winslet in den Hauptrollen, die unter anderem in Berlin und Görlitz abgedreht wurde. Für das Drama wurde Daldry als bester Regisseur wiederholt für den Golden Globe und Oscar nominiert. 2011 folgte mit Extrem laut & unglaublich nah die Verfilmung des gleichnamigen Romans von Jonathan Safran Foer, in dem Tom Hanks, Sandra Bullock und Thomas Horn die Hauptrollen übernahmen. Dieser Film erhielt eine Oscar-Nominierung als Bester Film.
2014 verfilmte Daldry Andy Mulligans Jugendroman Trash, über drei Straßenkinder, die auf einer Müllkippe leben und durch den Fund einer Geldbörse in einen Korruptionsskandal gezogen werden. Trash feierte seine Premiere am 7. Oktober 2014 beim Festival do Rio.
Daldry ist seit 2001 mit der US-amerikanischen Tänzerin Lucy Sexton verheiratet. Aus der Ehe ging im Mai 2003 die gemeinsame Tochter Annabel Clare hervor. 2004 erhielt er für seine Verdienste den Order of the British Empire.
Stephen Daldry war 2012 ausführender Produzent und Regisseur der Eröffnungs- und Abschlussfeier der Olympischen Spiele in London.

## Filmografie (Auswahl)
- 1998: Eight (Kurzfilm)
- 2000: Billy Elliot – I Will Dance (Billy Elliot)
- 2002: The Hours – Von Ewigkeit zu Ewigkeit (The Hours)
- 2008: Der Vorleser (The Reader)
- 2011: Extrem laut & unglaublich nah (Extremely Loud & Incredibly Close)
- 2014: Trash
- seit 2016: The Crown (Fernsehserie; Regie und Executive Producer)
- 2021: Together

## Auszeichnungen
- Für Filme
  - Oscar-Nominierungen für die beste Regie in Billy Elliot – I Will Dance, The Hours – Von Ewigkeit zu Ewigkeit und Der Vorleser
  - Golden-Globe-Nominierungen für die beste Regie in Billy Elliot – I Will Dance, The Hours – Von Ewigkeit zu Ewigkeit und Der Vorleser
  - BAFTA-Award-Nominierungen für die beste Regie in Billy Elliot – I Will Dance, The Hours – Von Ewigkeit zu Ewigkeit und Der Vorleser
  - Deutscher Filmpreis in der Kategorie „Bester ausländischer Film“ für The Hours – Von Ewigkeit zu Ewigkeit
  - Hessischer Filmpreis – Beste internationale Literaturverfilmung (Preis der Frankfurter Buchmesse) für Extrem laut & unglaublich nah

- Für Theater
  - Laurence-Olivier-Theater-Award 1993, 1994
  - London-Evening-Standard-Theatre-Award 1992
  - London-Critics’-Circle-Theatre-Award 1992
  - Tony-Award 1994 und 2009
  - Drama-Desk-Award 1994

- Für Fernsehen
  - Emmy für die beste Regie in The Crown